# Kim Jong-pil
Kim Jong-pil ((김종필?, 金鍾泌?); Buyeo, 7 gennaio 1926 – Seul, 23 giugno 2018) è stato un politico e militare sudcoreano.

## Biografia
Fu primo ministro della Corea del Sud per due mandati.